# Marco Pogo
Marco Pogo, właśc. Dominik Wlazny (ur. 27 grudnia 1986 w Wiedniu) – austriacki muzyk, przedsiębiorca i polityk, lider satyrycznego ugrupowania Bierpartei.

## Życiorys
Kształcił się w Hollabrunn, w 2012 ukończył studia medyczne na Wiedeńskim Uniwersytecie Medycznym. Przez pewien czas praktykował w zawodzie lekarza. Zajął się też działalnością muzyczną, od 2003 występował jako basista i wokalista zespołu rockowego The Gogets. W 2014 jako Marco Pogo został gitarzystą, wokalistą i autorem tekstów punkrockowej grupy Turbobier. Nagrał z nią albumy Irokesentango (2015), Das Neue Festament (2017), King of Simmering (2019) i Live in Wien (2021). Jego zespół był wyróżniany nagrodą muzyczną Amadeus Austrian Music Award. W 2017 Dominik Wlazny zajął się też prowadzeniem firmy Pogo’s Empire, działającej w branży muzycznej i handlu piwem. W 2021 wydał publikację książkową Gschichtn.
W 2014 założył partię polityczną BierPartei Österreich (przemianowaną potem na Bierpartei), został liderem tego ugrupowania. W 2020 uzyskał mandat radnego wiedeńskiej dzielnicy Simmering. W 2022 zarejestrował swoją kandydaturę w wyborach prezydenckich zaplanowanych na październik tegoż roku. W pierwszej turze głosowania z 9 października 2022 zajął 3. miejsce wśród 7 kandydatów, otrzymując 8,3% głosów.